# NGC 4638
NGC 4638 = NGC 4667 ist eine 11,1 mag helle Elliptische Galaxie vom Hubble-Typ E/S0 im Sternbild der Jungfrau auf der Ekliptik. Sie ist schätzungsweise 49 Millionen Lichtjahre von der Milchstraße entfernt und hat einen Durchmesser von etwa 30.000 Lj. Die Galaxie wird unter der Katalognummer VVC 1938 als Teil des Virgo-Galaxienhaufens gelistet.
Gemeinsam mit NGC 4637 bildet sie ein Galaxienpaar, sie ist dabei der größere Partner.,

Im selben Himmelsareal befinden sich u. a. die Galaxien NGC 4647, NGC 4649, IC 3665, IC 3694.
Das Objekt wurde am 15. März 1784 von Wilhelm Herschel mit einem 18,7-Zoll-Spiegelteleskop erstmals entdeckt, der sie dabei „a nebula“ nannte; bei der zweiten Beobachtung am 17. April desselben Jahres bezeichnete er sie „faint“. Diese Beobachtungen werden unter NGC 4638 geführt, während John Herschels Beobachtung vom 23. März 1830 unter NGC 4667 geführt wird.